# Ope
Ope is een plaats in de gemeente Östersund in het landschap Jämtland en de provincie Jämtlands län in Zweden. De plaats heeft 441 inwoners (2005) en een oppervlakte van 85 hectare. De plaats ligt aan een baai van het meer Storsjön en is bijna aan de stad Östersund vastgegroeid. De Europese weg 14 en Europese weg 45 lopen net ten noorden van de plaats.